# Erwin Neher
Erwin Neher (Landsberg am Lech, 20 maart 1944) is een Duits biofysicus en Nobelprijswinnaar.

## Biografie
Erwin Neher is de zoon van Franz Xaver Neher en Elisabeth Pfeiffer Neher. Hij genoot zijn middelbareschoolopleiding aan het Maristenkolleg Gymnasium in Mindelheim. Hij studeerde van 1963 tot 1966 natuurkunde aan de Technische Universiteit München. In 1966 kreeg hij een studiebeurs om te gaan studeren in de Verenigde Staten. Hij bracht een jaar door aan de Universiteit van Wisconsin-Madison, alwaar hij een Master haalde in biofysica. Hij promoveerde in 1970 in de fysica aan de Technische Universiteit van München. Vervolgens was hij werkzaam aan het Max Planck Instituut in München en Göttingen. 
Vanaf 1975 was Neher onderzoeksassistent bij de faculteit fysiologie aan de Yale-universiteit, maar een jaar later, in 1976, keerde hij terug naar het Max Planck Instituut in Göttingen, waar hij de rest van wetenschappelijke carrière aan verbonden bleef. In 1983 werd hij er benoemd tot directeur van de afdeling membraanbiofysica en in 1987 werd hij er ere-hoogleraar. 

## Werk
Samen met Bert Sakmann won hij in 1991 de Nobelprijs voor de Fysiologie of Geneeskunde. De twee kregen de prijs voor hun ontwikkeling van de patch-clamptechniek, die aan kon tonen dat er ionkanalen bestaan in het celmembraan, en welke het mogelijk maakte om hun eigenschappen te bestuderen. Neher begon het werk aan deze techniek toen hij als promovendus werkzaam was in het laboratorium van Charles F. Stevens aan de Universiteit van Washington. Toen Stevens naar Yale ging volgde Neher hem, terwijl hij zijn samenwerking met Sakmann in stand hield.
De patch-clamptechniek berust op het aanbrengen van een micropipet op een laagje ("patch") membraan onder lichte zuigkracht. Door deze zuiging hecht het membraanoppervlak zich sterk aan de top van de micropipet. Daarna is het mogelijk om bij een vast ingestelde ("clamp") membraanpotentiaal alleen dat stroompje te meten die door de afzonderlijk ionkanalen van het membraanlaagje loopt.
In 1986 won hij de Louisa Gross Horwitz Prize van de Columbia-universiteit, samen met Bert Sakmann. In 1987 kreeg hij de Leibnizprijs van de Deutsche Forschungsgemeinschaft.
Neher is nu directeur van het Max Planck Institute for Biophysical Chemistry in Göttingen, en hoofd van het departement membraan-biofysica. Hij is tevens professor aan de Georg-August-Universität Göttingen.